# Mas de Borràs
El Mas de Borràs és una masia de Reus (Baix Camp) situada a la partida de Rubió, o potser de la Capella, almenys part dels seus terrenys. És la denominació corrent del Mas de Figuerola. També se’l coneix, però no tant, per Mas de l'Aragonès, que n'és el propietari actual (2004). És sota el mas de Montagut vora el camí de la Pedra Estela i damunt de la T-11, que el separa del mas de Molons.

## Descripció
És una masia totalment restaurada, de planta baixa i dues plantes pis amb coberta a quatre aigües, que té la particularitat que s'hi accedeix a través de l'edifici mitjançant un pas. Les obertures practicades a l'edifici són diverses: trobem finestres simples, balcons en el mateix pla de façana amb un ampit balustrat i conjunts d'arcades amb ampits també balustrats. Les obertures disposen de diversos elements motllurats que la delimiten. Els arrebossats de façana dibuixen diverses línies horitzontals. Hi ha un caminal arbrat, una bassa rodona i una placeta de mitja lluna.